# Мураками (группа)
«Мурака́ми» — российская рок-группа, образованная в ноябре 2004 года в Казани. Участники фестиваля «Нашествие» с 2011—2016. Начиная с 2010 года, с песен «Нулевой километр» и «Бред», коллектив получил широкую известность, возглавляя известные «тематические» хит-парады и чарты.

## История группы
Осенью 2004 года музыканты казанской группы «Солнце-Экран» пригласили финалистку телепроекта «Народный артист-2» Диляру Вагапову попробовать свои силы в качестве солистки. В ноябре 2004 года коллектив приступил к репетициям. Спустя месяц появилось новое название коллектива — «Мураками».
В феврале 2005 года в культурно-спортивном комплексе «УНИКС» состоялся первый сольный концерт коллектива. Параллельно с концертной деятельностью группа приступила к записи своего первого альбома «Чайки», который вышел в свет в августе 2006 года. В октябре 2006 года состоялась презентация альбома в КРК «Пирамида», также группа презентовала свой первый клип на песню «Я отучаюсь летать». В 2008—2009 годах участники группы записали второй по счёту альбом «Телеграмма». 15 мая группа дала сольный концерт в клубе «Арена», посвящённый выходу новой пластинки. Группа пишет саундтрек к фильму Сергея Безрукова «Реальная сказка», который вышел на экраны в 2011 году. Все последующие годы группа ездит в масштабные туры по России и не только.
Летом 2010 года группа участвовала в телевизионном конкурсе «Новая волна 2010» В сентябре-октябре песня «Про Урал» держалась в «Чартовой дюжине» радиостанции «Наше радио», позже в эфир радиостанции попали песни «Нулевой километр» и «Сказка».
Осенью 2011 года «Мураками» дали старт[чего?] с командой «Универсиада 2013». Проехав более 18[уточнить] городов России с флагом универсиады, группа вернулась в Казань и приступила к записи альбома под названием «Верь».
В 2011—2012 годах группа выступала на таких фестивалях как «Студенческая весна», «Энергия рока», «Харокат», Red Rocks tour, «Нашествие», «Доброфест», «Воздух» и других.
Летом 2012 года «Мураками» посетили Киев и записали несколько песен для новой пластинки, готовящейся к выходу весной 2013 года. Группа записала кавер-версию песни «Сестра» группы «Аквариум». Затем совместно исполнила хит «Мой рок-н-ролл» с группой «Би-2» на фестивале «Энергия рока». Песня «Нулевой километр» несколько недель подряд занимала первое место в программе «Чартова дюжина» на «Нашем радио». Тогда же вышел и клип на эту песню.
В 2013 году группа отправилась в большой «Тур-2013», а также выступает на фестивалях «Улетай», «Нашествие», «Доброфест» и других. Затем выпустила клипы на песни «Бред» и «Догвилль».
В 2014 году Диляра Вагапова стала участницей программы «Голос» на Первом канале, исполнив песню группы 5’nizza «Солдат». К ней повернулся Дима Билан. 13 ноября 2015 года в эфире радиостанции «Наше радио» была представлена песня «364», в 2015 году в программе «Чартова дюжина» появилась песня «Минуты». В конце 2014 года группу покинула сестра Диляры и бэк-вокалистка — Карина Кильдеева.
В 2015 году вместе с музыкантами «Мураками» Кильдеева написала гимн для волейбольного клуба «Зенит».
«Мураками» отыграли тур «Нам скоро сто» (более 22 городов), посвящённый 10-летию группы, и выпустили альбом «Без суеты».
27 мая 2016 года в Казани состоялся совместный концерт группы «Мураками» с симфоническим оркестром La primavera. Песня «Минуты» попала в чартову дюжину на «Нашем радио». Также в 2016 году группа выступила на «рекордном» «Нашествии».
В июле 2017 года несменный басист Алексей Конев покинул группу. На замену ему пришёл Дмитрий Шленкин, но через один концерт, его сменяет Артур Каримов.
Год группа провела, плотно гастролируя, проехав не менее ста городов по России и ближнему зарубежью.
В начале 2018 года группа рассталась с директором и барабанщиком коллектива Иннокентием Минеевым; новым барабанщиком стал Эдуард Свилин.
28 мая 2021 года новый летний сингл «Кепочка» стартовал в «Чартовой дюжине» «Нашего радио». 6 августа в «Чартовой дюжине» стартовал ещё один сингл с будущего осеннего альбома «Среди акул». Им стал трек «Ночь» — дуэт с группой LASCALA (входит в альбом как bonus-track).
17 сентября прошёл московский концерт-презентация альбома «Среди акул».
13 мая 2022 года новый сингл «Даю слово (только хорошее)» стартовал в «Чартовой дюжине».
30 декабря 2022 года группа анонсирует свой новый альбом «В песнях навсегда», который выйдет весной 2023 года. По словам солистки группы, альбом совмещает в себе мысли и воспоминания человека, которые пронесутся перед его глазами за мгновения до смерти: хорошие и плохие, добрые и злые, яркие и тусклые, ненависть, рождение, смерть и любовь. Продюсировать альбом вызвался Лев Трофимов, ранее работавший с такими артистами как Тимати и Дима Билан.

## Состав группы

### Актуальный состав
- Диляра Вагапова — голос, тексты, музыка, декламация, автор, перфоманс, акустическая гитара, перкуссия.
- Раиль Латыпов — ритм-гитара, акустическая гитара, музыка.
- Рустам Чумарин — соло-гитара
- Ильдар Субаев — бас-гитара.
- Тарас Андреев — барабаны.

### Бывшие участники
- Карина Кильдеева — бэк-вокал, вокал (сессионно)
- Сергей Бережной — клавишные
- Кирилл Васильев — барабаны
- Алексей Конев — бас-гитара
- Иннокентий Минеев — менеджмент, барабаны.
- Эдуард Свилин — барабаны.
- Антон Кудряшов — клавишные, электропианино, музыка.
- Артур Каримов — бас-гитара.
- Андрей Пугачев — барабаны.

## Достижения и награды
- 1-е место в программе «Чартова Дюжина» на Нашем радио («Нулевой километр») в 2011 году.
- Попадание в Чартову дюжину:
  - В списке дебютантов в 2011 году («Проурал»).
  - 5-е место в 2011 году («Бред»).
  - 13 недель в чарте в 2011 году («Бред»).
  - 7-е место в 2016 году («364»).
  - 12-е место в 2016 году («Минуты»).
- Песня «Нулевой километр» вошла в «500 лучших песен» «Нашего радио»[29].

## Дискография

### Студийные альбомы
| 2006 — Чайки |
| --- |
| 1. Закрывая небо 2. Одиночество 3. Далеко 4. Я отучаюсь летать 5. Тук-тук 6. Вдох-выдох 7. Ненормально 8. Стала взрослой 9. Успокой 10. Ромашка 11. Если захочешь 12. Слышишь |

| 2009 — Телеграмма |
| --- |
| 1. Сердечко клевер 2. ПроУрал 3. Мандарины 4. Жанна Д’Арк 5. Свободная 6. 0 км 7. Щастье 8. Телеграмма 9. Гений (тебе) 10. Каре-зелёная 11. Идеально 12. Время |

| 2011 — Верь |
| --- |
| 1. Нимфетка 2. 8 марта 3. Парагвай 4. Сказка 5. Уют 6. Три дня неправды 7. Если рядом 8. Откровения двоих 9. Нулевой километр 10. ПроУрал 11. Сказка (radio edit) |

| 2013 — Моя |
| --- |
| 1. Секрет 2. Бред 3. Догвилль 4. Андеграундная тётя 5. Телевизор 6. Карамболь 7. Вернись 8. Капуста 9. Скоро 100 10. Уйдём 11. Маринад 12. Outro |

| 2015 — Без суеты |
| --- |
| 1. Невозможно 2. 364 3. Минуты 4. Глаза 5. Мафусаил 6. Переправа 7. Киты 8. Стая самолётов 9. До дрожи 10. Кто я, кто ты 11. Прости 12. Пальцем в небо |

| 2017 — ИПИ [EP]                                                |
| -------------------------------------------------------------- |
| 1. Старики 2. Незнакомы 3. Наш страх 4. старики (instrumental) |

| 2018 — Кислород                                                                                       |
| --- |
| 1. Кислород 2. Медузы 3. Рок-н-ролл 4. Честности нет 5. Больше дыма 6. Междометия 7. Супермен 8. Мама |

| 2019 — без.даты |
| --- |
| 1. Невыносим 2. Вали домой 3. В Белом море 4. Музыка по венам 5. Рассекая сердце 6. Нет сомнения 7. Так случилось 8. Наутёк |

| 2020 — В четырёх стенах [unplugged]                                                                   |
| --- |
| 1. В четырёх стенах 2. Современная жизнь 3. Не рыцарь 4. Одиночки 5. Мосты 6. Знамя 7. Сливочное небо |

| 2020 — Под сердцем |
| --- |
| 1. Интро 2. Сириус 3. 52 герца 4. Рыба 5. Мосты 6. Дежавю 7. Никто не придёт 8. Современная жизнь 9. Знамя 10. Нечего ловить |

| 2021 — Среди акул |
| --- |
| 1. Ласточки 2. Ошибки 3. Кепочка 4. Встречи не будет 5. Королева без короля 6. Говори 7. Среди акул 8. МУРАКАМИ & LASCALA — НОЧЬ [bonus-track] |

| 2023 — В песнях навсегда |
| --- |
| 1. Везувий 2. За стеной 3. В горы 4. Пошуршали листьями 5. Канатоходцы 6. Медленно дышать 7. Классное время 8. Скажи зачем? 9. Даю слово - Только хорошее 10. Adios 11. Смерть и любовь |

### Синглы
- 2012 — Сестра [«Аквариум» cover]
- 2013 — Немного счастья (Новогодняя)
- 2016 — Райрура
- 2018 — Так случилось
- 2019 — Наутёк
- 2020 — Нечего ловить
- 2021 — Среди акул [soundtrack к т/с «Мастер»]
- 2021 — Кепочка
- 2021 — Ночь [дуэт с группой LASCALA]
- 2022 — Даю слово (только хорошее) [32]
- 2022 — За стеной
- 2022 — Смерть и любовь [дуэт с группой «МодеМ»]
- 2023 — Adios
- 2024 — Гулять
- 2025 — Олдбой [дуэт с группой "СЛОТ"]

### Видеоклипы
- 2006 — Я отучаюсь летать
- 2011 — Нулевой километр
- 2011 — Сказка
- 2012 — Нимфетка
- 2012 — Откровения двоих
- 2012 — Телеграмма
- 2013 — Карамболь
- 2013 — Бред
- 2013 — Догвилль
- 2014 — На сцене
- 2015 — Пальцем в небо (Вместе с Василием Уриевским)
- 2016 — 364
- 2017 — Наш Страх
- 2018 — Супермен
- 2018 — Побеждай!
- 2018 — Медузы
- 2019 — Мама, спасибо тебе…
- 2020 — В четырёх стенах
- 2022 — Встречи не будет [lyric video]
- 2022 — За стеной

## Рецензии
- Рецензия на альбом «Верь», 2012 год[33]
- Рецензия на альбом «Без суеты», 2015 год[21]
- Рецензия на альбом «Без суеты», 2015 год[22]